# یان رویتر
یان رویتر (انگلیسی: Jan Ruiter؛ زادهٔ ۲۴ نوامبر ۱۹۴۶) بازیکن فوتبال اهل پادشاهی هلند است.
از باشگاه‌هایی که در آن بازی کرده‌است می‌توان به باشگاه فوتبال رویال آنتورپ و باشگاه فوتبال اندرلشت اشاره کرد.
وی همچنین در تیم ملی فوتبال هلند بازی کرده‌است.